# Жан Барт (корсар)
Жан Барт (на френски: Jean Bart) е френски морски командир и корсар на служба на Краля Слънце Луи XIV. Заради своите успехи в борбата с англичаните е считан за един от националните герои на Франция.

## Произход и ранни години
Жан Барт е роден в северното френско пристанище Дюнкерк през 1650 г. Произлиза от старо семейство на моряци. Баща му Корнелий определя себе си доста произволно като рибар и корсар.
Малкият Жан говори еднакво френски и холандски – характерно за този район. Той не е роден като френски, а като английски поданик, защото до 1662 г. Дюнкерк принадлежи на Кралство Англия. През целия си живот обаче той се бори срещу англичаните и първият му боен опит е като юноша, когато през 1666 г. приема да служи под командването на прочутия холандски адмирал де Ройтер.

## Корсар на кралска служба
През 1674 г. съюзните отношения между Англия и Франция са преустановени и Жан Барт постъпва на служба на Луи XIV. Тъй като не е от благороден произход, той не може да стане офицер, а се включва в знаменитата плеяда корсари, заедно с Дюге-Труен и Форбен. Те смело, дори безразсъдно нападат английски кораби и сериозно разстройват търговията на островното кралство. Само до края на Холандската война Барт има вече 81 трофея и това е достатъчно да бъде произведен в чин адмирал.
Истинската слава на смелия корсар идва обаче през Деветгодишната война (1688 – 1697), когато англичаните го пленяват и откарват в Плимът, но само три дни по-късно той избягва и се добира до френския бряг (1689). По това време френският флот постига успехи (победата при Бийчи Хед), но през 1692 г. претърпява катастрофа в залива Ла Уг. Останал без надеждни бойни кораби, Луи XIV залага на корсарите, особено след като англичаните изтеглят флота си в Средиземно море. В тази ситуация „героите на свободното море“ влизат в серия схватки с единични противникови военни кораби, отвличат зле охранявани търговски конвои. Цифрите за общия брой отвлечени кораби се различават, но са около 4000 за пет години.
Междувременно лошата реколта и изолацията, в която се намира Франция, довежда през 1694 г. до тежка гладна криза. Кралят е склонен да преговаря за мир при големи отстъпки, но това изисква време. Единственият изход е доставка на зърно от Норвегия, което трябва да стане през английската блокада по море. На 29 юни Жан Барт успява да провре между патрулните кораби огромен конвой с товарни съдове и да спаси страната от глада. Този ключов успех през неговата кариера го превръща в национален герой. Той помпозно е обявен за вицеадмирал на целия кралски флот и превърнат в благородник. „Тези моряци бяха герои, чиито невероятни подвизи съставяха една от най-блестящите страници във френската история“, пише историкът Жак Буланже.
Успехите на Жан Барт и другите корсари карат краля да смята, че чрез тях ще може да се справи с англичаните. Неговият маршал Вобан дори изработва становище (Mémoire de la caprerie), че разстройването на търговските връзки в Ла Манш ще доведе Англия и Нидерландия до неизбежния извод, че трябва да се сключи мир. Действително нищо не може да укроти устрема на корсарите, дори бомбардирането на Дюнкерк през 1695 г. През 1696 г. Жан Барт постига последния си голям успех – битката при Догер банк, когато със седем кораба унищожава пет нидерландски съда и отвлича конвоя, който те отвеждат към страната си.
Умира през 1702 г. в родния си град от плеврит. Там има издигната негова статуя. Любопитен факт е, че по време на бомбардировките на града през Втората световна война статуята като по чудо оцелява.

## Фамилия
Жан Барт се жени два пъти и има общо 14 деца. Най-възрастният му син също достига до длъжността вицеадмирал.

## Памет
На негово име са наречени 27 кораба от френския военен флот. Първият е от 1788 г. и е линеен кораб със 74 оръдия; последният все още плава, построен през 1988 г. Най-известният кораб с това име е създаден през Втората световна война, но тъй като не бива докрай съоръжен преди капитулацията на Франция на 22 юни 1940 г., остава на док в Казабланка до 1955 г.